# Сборная Латвии по регби-7
Сборная Латвии по регби-7 — национальная сборная, представляющая Латвию на соревнованиях по регби-7. Управляющий орган — Латвийская федерация регби. Сборная участвует в розыгрыше Трофея чемпионата Европы.

## История
Латвия стала первой сборной из стран бывшего СССР, которая сыграла на чемпионатах мира: в отборе к первому в истории чемпионату мира она выбила из турнира сборную России при том, что в стране было всего два более-менее приспособленных регбийных поля. Сами латыши при этом заняли только 21-е место на чемпионате мира, проиграв все пять матчей группового этапа.
Сборная Латвии провела свои первые игры в 1990 году, когда приняла участие в турнире в Финляндии. Согласно интервью президента Латвийской федерации регби Андриса Озолса в 1993 году, матчи первого турнира 1990 года затягивались аж до полуночи.
Костяк латвийской сборной составили игроки клуба «РАФ» из Елгавы. Тренером той сборной был Улдис Баутрис, которому в подготовке сборной Латвии оказывал определённую помощь Игорь Бобков.

## Статистика выступлений

### Чемпионаты мира
| 1993  | Групповой этап       | 21-е                 | 5                    | 0                    | 5                    | 0                    |
| 1997  | Не квалифицировались | Не квалифицировались | Не квалифицировались | Не квалифицировались | Не квалифицировались | Не квалифицировались |
| 2001  | Не квалифицировались | Не квалифицировались | Не квалифицировались | Не квалифицировались | Не квалифицировались | Не квалифицировались |
| 2005  | Не квалифицировались | Не квалифицировались | Не квалифицировались | Не квалифицировались | Не квалифицировались | Не квалифицировались |
| 2009  | Не квалифицировались | Не квалифицировались | Не квалифицировались | Не квалифицировались | Не квалифицировались | Не квалифицировались |
| 2013  | Не квалифицировались | Не квалифицировались | Не квалифицировались | Не квалифицировались | Не квалифицировались | Не квалифицировались |
| 2018  | Не квалифицировались | Не квалифицировались | Не квалифицировались | Не квалифицировались | Не квалифицировались | Не квалифицировались |
| 2022  | Не квалифицировались | Не квалифицировались | Не квалифицировались | Не квалифицировались | Не квалифицировались | Не квалифицировались |
| Итого | 0 побед              | 1/8                  | 5                    | 0                    | 5                    | 0                    |

### Группа A чемпионата мира 1993 года
| Команда | И | В | Н | П | ОН  | ОП  | +/-  | О  |
| ------- | - | - | - | - | --- | --- | ---- | -- |
| ЮАР     | 5 | 5 | 0 | 0 | 175 | 43  | 132  | 15 |
| Фиджи   | 5 | 4 | 0 | 1 | 150 | 60  | 90   | 13 |
| Уэльс   | 5 | 3 | 0 | 2 | 135 | 78  | 57   | 11 |
| Япония  | 5 | 2 | 0 | 3 | 67  | 118 | -51  | 9  |
| Румыния | 5 | 1 | 0 | 4 | 44  | 133 | -89  | 7  |
| Латвия  | 5 | 0 | 0 | 5 | 29  | 168 | -139 | 5  |

### Результаты
| Дата и время                | Счёт                | Стадион             |
| 16 апреля 1993 Время: 10:00 | Фиджи 42:0 Латвия   | Маррифилд, Эдинбург |
| 16 апреля 1993 Время: 12:02 | Румыния 22:5 Латвия | Маррифилд, Эдинбург |
| 16 апреля 1993 Время: 14:00 | ЮАР 47:5 Латвия     | Маррифилд, Эдинбург |
| 17 апреля 1993 Время: 15:41 | Япония 21:12 Латвия | Маррифилд, Эдинбург |
| 17 апреля 1993 Время: 17:04 | Уэльс 36:7 Латвия   | Маррифилд, Эдинбург |